# Сыалах-Юрях
Сыалах-Юрях — река в Восточной Сибири, приток реки Лена. Протяжённость реки составляет 35 км.
Исток находится в озере Сыалах-Ан-Кюеле. Течёт в общем северном направлении. Впадает в реку Лена слева на расстоянии 1086 км от её устья в протоку Кюнкябир.
По данным государственного водного реестра России относится к Ленскому бассейновому округу. Код водного объекта — 18030900112117500000126.